# ۷۳۹ (قمری)
۷۳۹ (قمری)، هفتصد و سی و نهمین سال در گاهشماری هجری قمری است. اول محرم این سال برابر با بیست و هشتم ژوئیه سال ۱۳۳۸ میلادی است.

## رویدادها
- خیزش سربداران در سبزوار علیه تغاتیمور.[۱]

## بن‌مایه
1. ↑  سادات هزار جریب سلسله‌ای شیعی در شرق مازندران صفحۀ ۰۹/ نویسنده:عمادی حائری،سید محمد / نشریه:آینه میراث ضمیمه شماره ۱۸ (نشانی اینترنتی)